# Diaphania gilvidorsis
Diaphania gilvidorsis is een vlinder uit de familie van de grasmotten (Crambidae), uit de onderfamilie van de Spilomelinae. De wetenschappelijke naam van deze soort is voor het eerst voorgesteld als Eudioptis gilvidorsis door Eduard Hering in een publicatie uit 1906. De voorvleugellengte varieert van 14 tot 17 millimeter.

## Verspreiding
De soort komt voor in Bolivia, Brazilië en Peru.